# Duits voetbalkampioenschap 1944/45
1944/45 zou het 38ste Duitse voetbalkampioenschap zijn maar dit werd niet vervolledigd. Het seizoen stond in het teken van het oprukken van de geallieerden, luchtaanvallen en uiteindelijk de capitulatie van Duitsland in mei 1945.
Met uitzondering van de Gau Hamburg werden de competities in de overige streken niet afgemaakt of zoals in Oost-Pruisen zelfs helemaal niet aangevat.
Op 10 september 1944 begon de competitie in Hamburg en op 15 april 1945 vond de laatste wedstrijd plaats tussen FC St. Pauli en Victoria Hamburg. De Duitse vicekampioen van het voorgaande seizoen LSV Hamburg stopte echter al na drie wedstrijden en de club werd dan opgeheven. Hamburger SV werd met 16 overwinningen en twee gelijke spellen kampioen. De laatste wedstrijd voor het einde van de oorlog vond ook in Hamburg plaats met een vriendschappelijke wedstrijd tussen HSV en Altona 93 dat HSV met 4-2 won.
In de Gauliga Bayern was er nog een kampioen in de reeks München-Oberbayern. Bayern München werd in februari kampioen. KSG Ingolstadt was de enige club van buiten München die deelnam aan de competitie en kon slechts 6 van de 16 wedstrijden voltooien.
De eindronde om de landstitel werd niet gespeeld en competitievoetbal werd pas in 1947/48 hervat.